# Шахин, Таха (футболист)
Мухаммет Таха Шахин (тур. Muhammet Taha Şahin; род. 22 октября 2000) — турецкий футболист, защитник клуба «Ризеспор».

## Клубная карьера
Шахин — воспитанник клубов «Фенербахче» и «Касымпаша». В 2019 году игрок подписал контракт с «68 Йени Аксарайспор» из Третьего дивизиона Турции В 2021 году игрок перешёл в «Манису», но еще полгода на правах аренды остался в своём прежнем клубе. 15 сентября в матче против «Менеменспор» он дебютировал в Первой лиге Турции. 21 февраля 2022 года в поединке против «Умраниеспора» Таха забил свой первый гол за «Манису». Летом 2023 года Шахин перешёл в «Ризеспор». 13 августа в матче против «Адана Демирспор» он дебютировал в турецкой Суперлиге.